# Optický vír

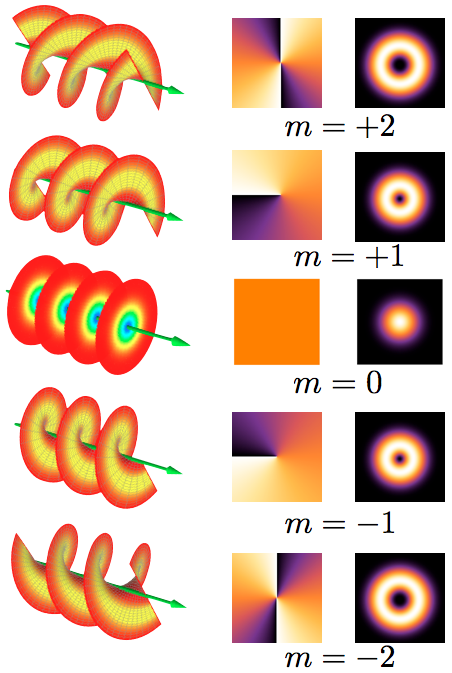
Graf různých módů, z nichž čtyři jsou světelnými víry. Sloupce ukazují spirálovité struktury, fázové čelo a intenzitu paprsků.

Světelný vír (optický vír, fotonický kvantový vír, šroubová dislokace nebo fázová singularita) je nulový bod optického pole, tj. bod nulové intenzity. Termín se také používá pro popis paprsku světla, který má v sobě takový nulový bod. Pro studium těchto jevů se používá název singulární optika.

## Vysvětlení
Ve světelném víru se světlo stáčí jako vývrtka kolem osy svého pohybu. Kvůli zkroucení se světelné vlny v ose navzájem vyruší. Při promítnutí na plochý povrch vypadá světelný vír jako světelný kroužek s tmavou dírou uprostřed. Vír je daný číslem nazývaným topologický náboj, udávajícím kolik otáček světlo provede za jednu vlnovou délku. Číslo je vždy celé číslo, a může být kladné nebo záporné podle směru otáčení. Čím vyšší je počet otoček, tím rychleji se světlo otáčí okolo osy.
Toto otáčení nese s vlnovým balíkem orbitální moment hybnosti, a vyvolá točivý moment na elektrickém dipólu. Orbitální moment hybnosti se liší od
častěji se objevujícího spinového momentu hybnosti, který produkuje kruhovou polarizaci. Orbitální moment hybnosti světla lze pozorovat při oběžném pohybu zachycených částic. Interferencí světelného víru rovinnou vlnou světla se spirální fázi zobrazí jako soustředné spirály. Počet ramen spirály je roven topologickému náboji.
Světelné víry lze v laboratoři vytvářet různými způsoby. Mohou být generované přímo laserem, nebo lze laserový paprsek otáčet do víru použitím jedné z několika metod, např. pomocí počítačem generovaných hologramů, struktur způsobujících zpoždění spirálové fáze nebo využitím dvojlomných vírů v materiálech.

## Vlastnosti
Optická singularita je nulový bod optického pole. Fáze v poli obíhá kolem těchto bodů s nulovou intenzitou (proto se používá název vír). Víry jsou body ve 2D poli a přímky v 3D poli (protože mají kodimenzi dva). Integrováním fáze pole kolem trajektorie obklopující vír dostaneme celočíselný násobek {\displaystyle 2\pi }. Toto celé číslo je známé jako topologický náboj nebo síla víru.
Hypergeometrický gaussovský mód (HyGG) má světelný vír ve svém středu. Paprsek, který lze zapsat
{\displaystyle \psi \propto e^{im\phi }e^{-r^{2}},\!}
je řešením paraxiální vlnové rovnice (viz paraxiální aproximace, a článek o Fourierově optice pro skutečné rovnice) sestávající z Besselovy funkce. Fotony v hypergeometrickém gaussovském paprsku mají orbitální moment hybnosti mħ. Celé číslo m také udává sílu víru ve středu paprsku. Spinový moment hybnosti kruhově polarizovaného světla lze převést na orbitální moment hybnosti.

## Vytváření
Existuje několik metod, jak vytvořit hypergeometrické gaussovské módy, např. pomocí spirálové fázové desky, použitím počítačem generovaných hologramů, konverze módu, q-desky nebo modulátoru prostorového světla.
- Statické spirálové fázové desky nebo zrcadla jsou spirálově tvarované kusy krystalu nebo plastu, které jsou speciálně navrženy pro požadovaný topologický náboj a dopadající vlnovou délku. Jsou efektivní, ale drahé. Nastavitelné spirálové fázové desky lze vytvořit vsunutím klínu mezi dva kusy prasklého plastu. Mimoosá spirálová fázová zrcadla lze použít pro konverze módu s vysokým výkonem a ultrakrátké lasery.
- Počítačově generované hologramy (CGHs) jsou vypočítané interferogramy mezi rovinnou vlnou a Laguerrovým-gaussovským paprskem, který je přenesen na film. CGH se podobá běžné Ronchiho lineární difrakční mřížce, až na „vidličkovou“ dislokaci. Dopadající laserový paprsek vytváří difrakční obrazec s víry, jejíž topologický náboj zvyšuje s řádem difrakce. Nultý řád je gaussovský, a víry na různých stranách tohoto nelomeného paprsku mají opačnou helicitu. Počet hrotů v CGH vidlici přímo souvisí s topologickým nábojem víru prvního řádu difrakce. CGH může mít pilovitý (blejzovaný) profil Typy difrakčních mřížek [online]. [cit. 2023-05-24]. Dostupné online. pro směrování větší intenzity do prvního řádu. Blejzování změní profil mřížky z intenzitního na fázový, což zvýší její efektivitu.

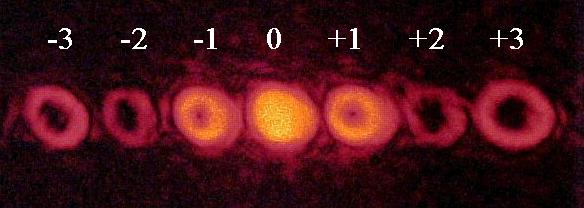
Víry vytvořené počítačově generovanými hologramy

- Konverze módu vyžaduje Hermitovy-gaussovské (HG) módy, které lze snadno vytvářet v laserové dutině nebo externě méně přesnými prostředky. Dvojice astigmatických čoček způsobuje Gouyův fázový posuv, který vytváří LG paprsek s azimutálními a radiálními indexy závislými na vstupujícím HG.
- Prostorový modulátor světla je počítačem řízené elektronické zařízení s kapalnými krystaly, které může vytvářet dynamické víry, pole vírů, a jiné typy paprsků vytvářením hologramu s proměnnými indexy lomu.[5] Použitý hologram může být vidličkový vzorek, spirálová fázová deska nebo podobný vzorek s nenulovým topologickým nábojem.
- Deformovatelné zrcadlo složené ze segmentů lze použít pro dynamické (s kmitočtem až několik kHz) vytváření vírů, které může být osvětlováno lasery s vysokým výkonem.
- q-deska je dvojlomná deska s kapalnými krystaly s azimutálním rozdělením lokální optické osy, který má topologický náboj q ve svém středovém defektu. Q-deska s topologickým nábojem q může generovat vír s nábojem {\displaystyle \pm 2q} podle polarizace vstupního paprsku.
- S-deska je podobná technologie jako q-deska; používá vysoce intenzivní UV laser pro permanentní vytvoření dvojlomných vzorů na destičce křemenného skla s azimutální změnou v rychlé ose s topologickým nábojem s. Na rozdíl od q-desky, kterou lze naladit na určitou vlnovou délku nastavením napětí na kapalných krystalech, s-deska funguje pouze pro jednu vlnovou délku světla.
- Při použití rádiových frekvencí je triviální získat (neoptický) elektromagnetický vír. Stačí uspořádat antény do prstence o průměru vlnové délky nebo větším tak, aby se fázový posuv vysílací antény měnil po kruhu o celočíselný násobek {\displaystyle 2\pi }.
- Nanofotonické metapovrchy mohou umožňovat použití příčné fázové modulace pro vytváření světelných vírů.[6][7] Vírové paprsky lze generovat jak ve volném prostoru[8][9] tak na integrovaném fotonickém čipu.[10][11][12]

## Detekce
Světelný vír, protože je v základu fázovou strukturou, nelze detekovat pouze použitím profilu intenzity. Protože navíc vírové paprsky stejného řádu mají přibližně identické profily intenzity, nelze je charakterizovat pouze na základě distribuce jejich intenzity. Z tohoto důvodu se pro detekci používají nejrůznější interferometrické techniky.
- Nejjednodušší technikou je narušovat vírový paprsek nakloněnou rovinnou vlnou, čímž dochází ke vzniku vidličkovitého interferogramu. Spočítáním počtu vidlic ve vzorku a srovnáním jejich relativních orientací lze přesně odhadnout řád víru a jeho znaménko.[13]
- Vírový paprsek může být průchodem skloněnou čočkou deformován do charakteristické lalokové struktury. Je to důsledkem vlastní interference mezi různými fázovými body ve víru. Vírový paprsek řádu l bude rozdělen na n = l + 1 laloků, přibližně okolo hloubky ostrosti nakloněné konvexní čočky. Orientace laloků (jejich pravá a levá úhlopříčka) navíc určuje kladné a záporné řády orbitálního momentu hybnosti.[14]
- Když vírový paprsek interferuje s vírem opačného znaménka, vzniká laloková struktura. Toho lze prakticky dosáhnout umístěním Doveho hranolu do jedné z drah v Machově–Zehnderově interferometru. Tato technika však neposkytuje žádný mechanismus určení znamének.[13]

## Aplikace
Světelné víry mají množství aplikací v různých oblastech komunikací a zobrazování.
- Přímé pozorování i velkých exoplanet je obtížné, protože v porovnání s mateřskou hvězdou mají příliš malý jas. Od roku 2004 bylo však několik exoplanet pozorováno díky pokroku dosaženého při konstrukci optických vírových koronagrafů.
- Světelné víry se používají v optických pinzetách pro manipulaci s částicemi mikrometrových rozměrů např. s buňkami. Takové částice mohou být otáčeny po drahách okolo osy paprsku díky orbitálnímu momentu hybnosti (OAM). Také pro vytváření mikromotorů byly použity pinzety tvořené optickými víry.
- Elektromagnetické víry mohou výrazně zlepšit komunikační šířku pásma. Rotující rádiové paprsky by například mohly zvýšit rádiovou spektrální efektivitu použitím velkého počtu vírových stavů.[15][16][17] Počet ‘zkroucení’ fázového čela udává stavové číslo orbitálního moment hybnosti, a paprsky s různými orbitálními momenty hybnosti jsou ortogonální. Multiplexování orbitálního momentu hybnosti může potenciálně zvýšit kapacitu systému a spektrální efektivitu bezdrátové komunikace na milimetrových vlnách.[18]
- Také první experimentální výsledky multiplexování orbitálního momentu hybnosti v optické doméně uvádějí výsledky při přenosu na krátké vzdálenosti,[19][20] ale ukázky pro delší vzdálenost se zatím neobjevily. Hlavní problém, který tyto ukázky mají, je, že běžná optická vlákna mění spinový moment hybnosti vírů během šíření, a mohou měnit i orbitální moment hybnosti, když jsou ohnuté nebo zatížené. Doposud bylo demonstrováno stabilní šíření až na 50 metrů ve speciálních optických vláknech.[21] Demonstrace přenosu na vzdálenost 143 km ve volném prostoru ukázala, že pro kódování informací lze použít světelné módy orbitálního momentu hybnosti; která slibuje s dobrou robustností.[22]
- Současné počítače používají elektroniku, která rozlišuje dva stavy, nulu a jedničku. Kvantové počítače by mohly používat světlo pro kódování a ukládání informací. Světelné víry ve volném prostoru mají teoreticky nekonečný počet stavů, protože topologický náboj nemá žádná omezení.[zdroj?] To by mohlo umožnit rychlejší manipulace s daty. Kryptografická komunita se také zajímá o světelné víry díky příslibu komunikace s vyšší šířkou pásma, jak bylo uvedeno výše.
- V optické mikroskopii mohou být světelné víry používány k dosažení prostorového rozlišení za normálními difrakčními limity použitím techniky nazývané STED mikroskopie (anglicky Stimulated Emission Depletion Microskopy). Tato technika využívá výhody nízké intenzity v singularitě ve středu paprsku pro ochuzení fluoroforů okolo požadované oblasti pomocí vysoce intenzivního světelného vírového paprsku bez ochuzení fluoroforů v požadované cílové oblasti.[23]
- Světelné víry lze také přímo (rezonančně) přenést do polaritonových kapalin, což umožňuje studovat dynamiku kvantových vírů v lineárních a nelineárních interakčních režimech.[24]
- Světelné víry lze identifikovat v nelokálních korelacích provázaných fotonových párů.[25]